# Штрајк албанских рудара у Трепчи 1989.
Штрајк албанских рудара у Трепчи 1989. био је штрајк глађу који су покренули албански радници рудника Трепча 20. фебруара 1989. због смањења аутономије Социјалистичке Аутономне Покрајине Косово усвајањем амандмана на Устав Социјалистичке Републике Србије у марту исте године. Штрајк је убрзо добио подршку у Словенији и Хрватској, док су у Београду одржани протести против албанског, словеначког и хрватског руководства. Окончан је хоспитализацијом 180 рудара и оставком челника Савеза комуниста Косова — Рахмана Морине, Алија Шукрије и Хусамедина Аземија.

## Позадина
Социјалистичка Федеративна Република Југославија била је федерална република коју је чинило шест република, укључујући Социјалистичка Републику Србија, која је имала двије аутономне покрајине, Војводину и Косово. Становништво Косова су углавном чинили Албанци, а Устав Југославије из 1974. дао је Косову ниво аутономије без преседана, али након смрти Јосипа Броза Тита 1980, српски политичари су почели да доводе у питање косовску аутономију.
Након немира на Косову 1981, које је Савез комуниста Косова прогласио производом албанског национализма, Србија је реаговала намјером да смањи моћ Албанаца у покрајини и истицањем тврде да се Срби приморавају на напуштање покрајине прије свега растућом албанском популацијом, а не стањем привреде. У новембру 1988. 2000 албанских рудара протествовало је за очување аутономије марширајући од јужних рудника до Приштине, уз подршку још 6000 других грађана на том путу.

## Штајкови 1989.
Савез комуниста Србије под руководством Слободана Милошевића се укључио у процес смјене покрајинских руководстава познат као „антибирократска револуција”, при чему су мјесни политичари смијењени, а на њихове дужности постављени лојални Милошевићу. Како је Скупштина Србије припремала уставне промјене којима би се формално смањио ниво покрајинске аутономије, око 1350 рудара рудника Трепча је 20. фебруара 1989. започело штрајк глађу у подземном руднику са сличним захтјевима за очување аутономије покрајине уз оставке косовских политичара лојалних Милошевићу. Послије најаве штрајка Линда Абраши, ћерка директора рудника, контактирала је новинара Горана Милића, који је одржао интервјуе са рударима у подземним рудницима. Како је Милић сматрао да је емитовање интервјуа на Телевизији Београд мало вјероватно, успио је да их емитује уз асистенцију другог новинара Бранислава Вукашиновића, који се у то вријеме налазио у Скопљу. Послије емитовања, челници ТВ Београда наредили су Милићу да се врати у Београд, а извјештај о штрајку рудара био је његов посљедњи са Косова.
У Београду су медији и српски политичари оптужили Азема Власија, предсједника СКК, као подстрекача штрајкова, иако је он негирао било какву умијешаност у догађаје. Милошевић је припремио план који би му омогућио да пошаље полицијско појачање на Косово, али није имао већину у Предсједништву Југославије потребну за гласање. Стипе Шувар је преговарао са рударима као представника СКЈ. Послије отприлике недјељу дана, око 180 рудара је хоспитолизовано.
Увече 27. фебруара 1989, Рахман Морина, Али Шукрија и Хусамедин Аземи, челници промилошевићке фракције на Косову, подијели су оставке. Касно увече, Предсједништво се састало и одлучило о „посебним мјерама” за Косово које су ефективно увеле неограничено ванредно стање.
Остало је само 50 штрајкача, оних који су се забарикадирали унутар рудника Стари трг, на 850 м испод земље. У поноћ се Јединица милиције за специјална дејства спустила кроз ватрогасне шахтове, пошто су лифтови били онемогућени и започела хапшење штрајкача.
Поменуте „посебне мјере” довеле су до пребацивања 1500 припадника савезне милиције под српски руководством на Косово, гдје су започели кампању поновног успостављања грађанског поретка.

## Посљедице
Дна по окончању штрајкова словеначки одбор за људска права и Друштво словеначких књижевника одржали су масовни митинг у Цанкјевом дому, на којем је осуђен српски интервенционизам на Косову и изражена подршка штрајкачима. Током митинга Јожеф Школч, предсједник Савеза социјалистичке омладине Словеније (ССОС), упоредио је положај Албанаца у Југославији са положајем Јевреја током Другог свјетског рата, док је Милан Кучан, предсједник Савеза комуниста Словеније, штрајк означио као одбрану Југославије. ССОС је представио и беџ на основу Давидове звијезде са текстом „Косово, моја домовина”. Као одговор на словеначке акције, у Београду је одржан протест који је привукао око милион људи, док је Удружење књижевника Србије (УКС) прекинуло односе са Друштвом словеначких књижевника. Београдски демонстранти су тражили одбацивање оставке Морине, Шукрије, Аземија и хапшење и погубљење Власија. У знак протеста албански чланови УКС-а су напустили организацију и оптужили српске књижевнике за подршку репресији над Албанцима.
Отприлике мјесец дана по окончању штрајка, Скупштина Косова је окружена тенковима, а српска милиција и посланици су доведени да гласају за ефективно укидање покрајинске аутономије. Већина албанских посланика била је уздржана како би се процес поништио, јер је за уставне амандмане била потребна двотрећинска већина, међутим проглашено је усвајање амандмана. Покрајински статус није формално укинут јер је Милошевићу био потребан његов глас да би стекао утицај у Предсједништву Југославије.